# ロシュフォール (ビール)

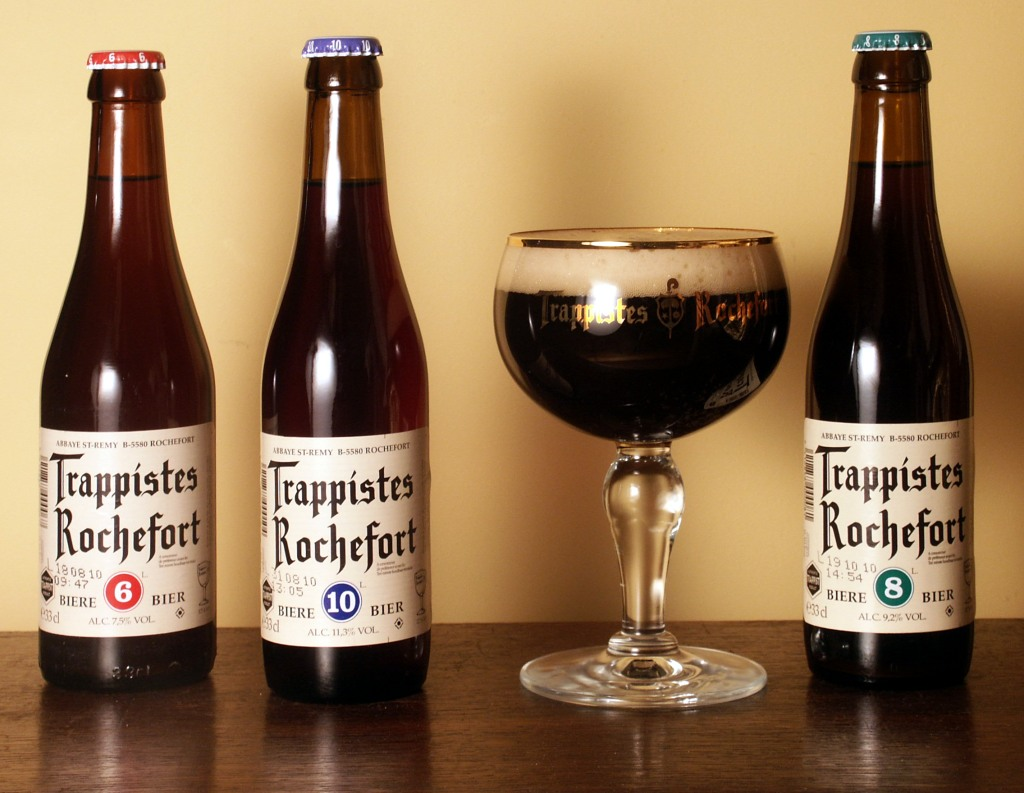
ロシュフォール

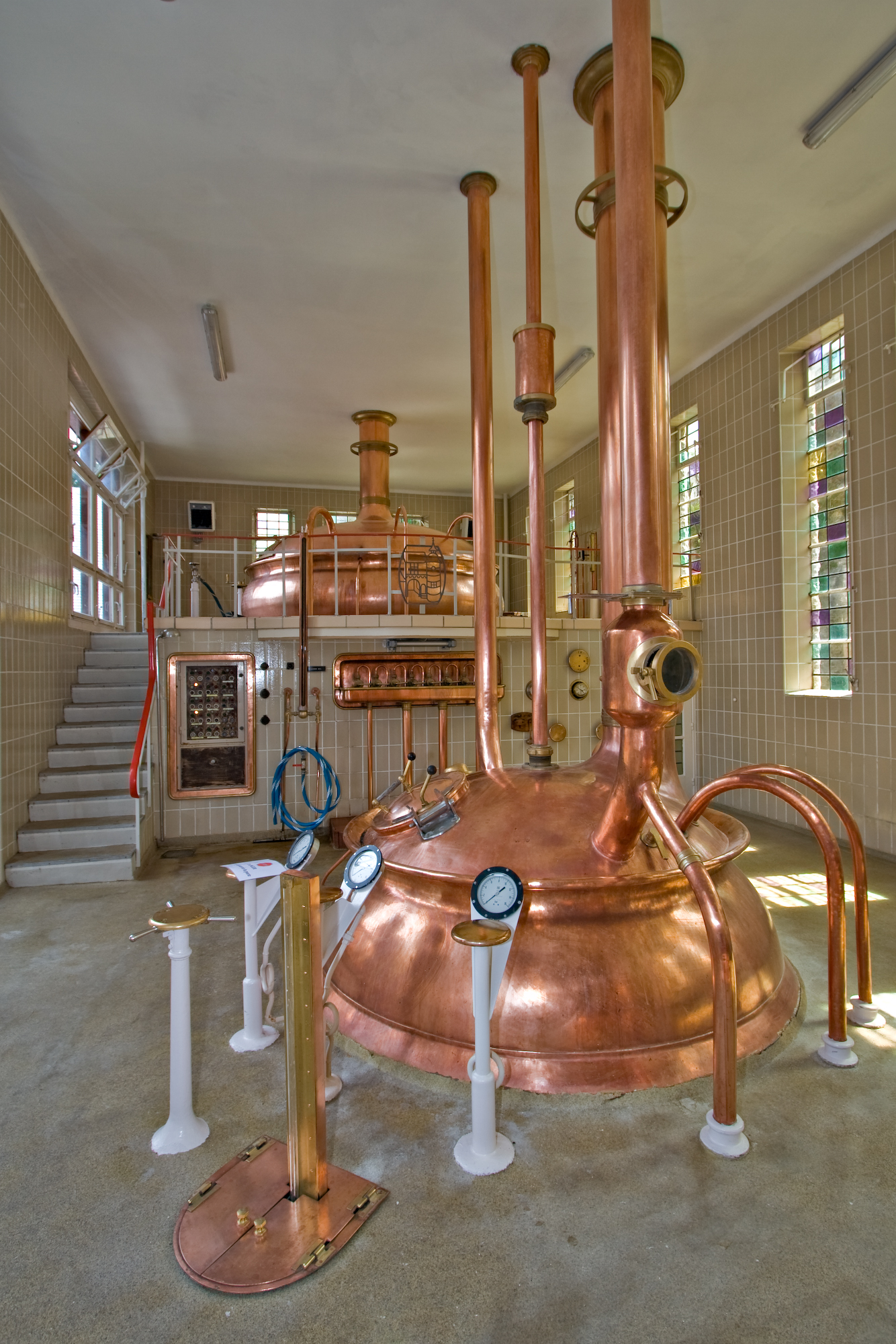
ロシュフォール醸造所内部

ロシュフォール (Rochefort)　は、ベルギーのサン・レミ修道院で醸造されるトラピストビールの銘柄。

## 概要
ロシュフォールはナミュール州に位置する小さな町である。
この町は、20人ほどの修道士がいたノートル=ダム・ドゥ・サン=レミ大修道院（サン・レミ修道院）を保護しており、
その中の5人ほどがビールの醸造に従事していた。
サン・レミ修道院には閉鎖的とも言われる厳格で質実な気風があり、修道院には目立つ看板などを設置していない。ビールの醸造法・製法は公開されておらず、醸造所の一般公開も行っていない。
ビールの醸造には院内の井戸から汲み上げた地下水を使用している。

## 歴史
- 1230年に、女子修道院として設立。1464年に男子修道院となる。
- 1595年、他のトラピスト派修道院と同様に農業活動を行っていたが、ビールの醸造も開始する。
- 1797年、フランス革命の際に修道院が破壊されたが、1887年に再建、1899年からはビール醸造を再開している。

## ビール
製造量は週で30,000リットル、年間180万リットルになるが、修道院の活動資金としては十分であるとしてそれ以上の生産を自発的に制限している。
3種類のビールを醸造しているが、いずれも上面発酵で濃色のビールで、高いアルコール度数とコクのある濃い味が特徴。
6,8,10は醸造の際の初期比重を表しており、それぞれ1060、1080、1100となっている。
ロシュフォール6 (Rochefort6)
アルコール度7.5%。王冠、ラベルのマークは赤色。液色はブラウン。フルーティーな香りと、熟成された赤ワインのような複雑なアロマをもつ。年に1度のみの醸造で生産量が少ない（全体の1%）ため、ベルギー国内でもあまり流通していない。日本ではベルギービール大手輸入元の小西酒造が取り扱っていない事もあり手に入れにくい。
ロシュフォール8（Rochefort8) 《Spéciale》
アルコール度数9.2%。王冠、ラベルのマークは緑色。液色はブラウン。二次発酵時にキャンディーシュガーを投入している。複雑な甘い香りとチョコレートに似たまろやまで深い甘みと苦みをもつ。
ロシュフォール10(Rochefort10) 《Merveille》
アルコール度数11.3%。王冠、ラベルのマークは青紫色。液色はダークブラウン。二次発酵時にキャンディーシュガーを投入している。8にイチジクの実のような芳香とコーヒーリキュールに似た後味を加えたような、さらに濃厚で深い味となっている。ブランデーのようなアルコールの風味がありクセが強い。

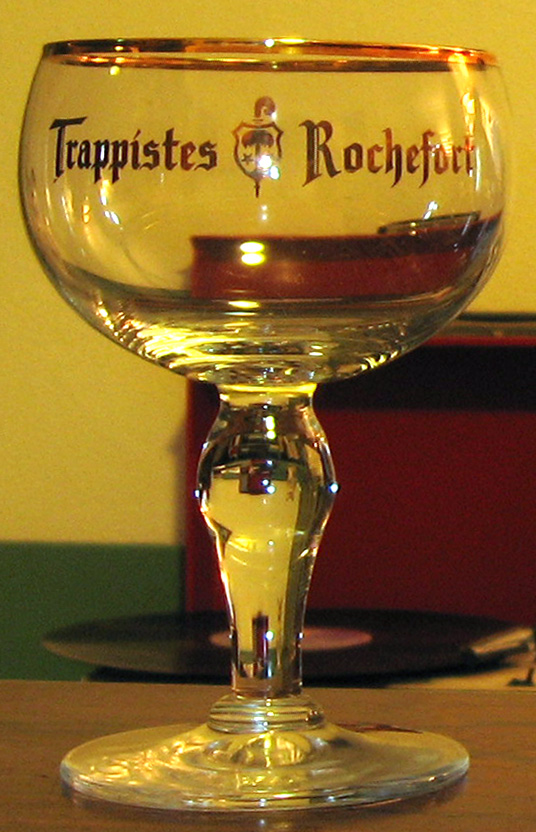
2008年現在のロシュフォールのグラス
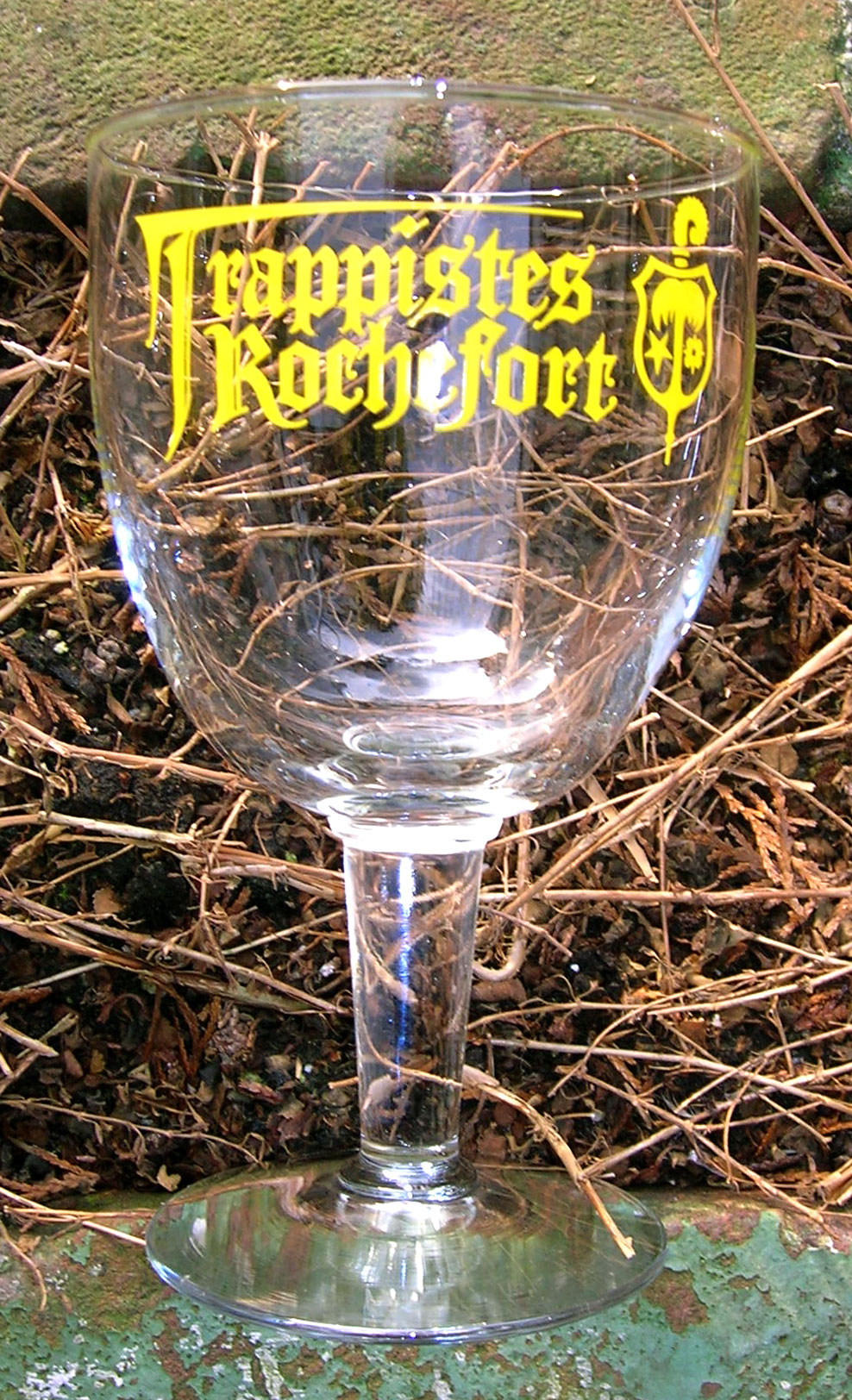
以前のロシュフォールのグラス